# Pantophthalmus punctiger
Pantophthalmus punctiger är en tvåvingeart som först beskrevs av Günther Enderlein 1921.  Pantophthalmus punctiger ingår i släktet Pantophthalmus och familjen Pantophthalmidae. Inga underarter finns listade i Catalogue of Life.